# Johann Neeb
Johann Neeb (* 28. Januar 1810 in Bremberg; † 22. November 1872 ebenda) war ein deutscher Bürgermeister und Mitglied der Landstände des Herzogtums Nassau. 

## Leben
Johann Neeb wurde als Sohn des Landwirts und Schultheißen Johann Heinrich Neeb (1781–1852) und dessen Ehefrau Anna Maria Böhm (1784–1850) geboren. 
Er übernahm die väterliche Landwirtschaft und wurde in seinem Heimatort Bürgermeister.
In dieser Funktion erhielt er 1863 als Nachfolger von Jost Schmidt ein Mandat für die Zweite Kammer der Landstände des Herzogtums Nassau. 